# Amersid
Amersid (franska: Amersid (CR), Amersid (Commune Rurale), arabiska: أيت ازدك) är en kommun i Marocko.   Den ligger i provinsen Midelt och regionen Drâa-Tafilalet, 260 km sydost om huvudstaden Rabat. Antalet invånare är 6 183.